# Ursula Kamizuru
Ursula Kamizuru née Hirschmüller (Sennfeld, 7 november 1953 - Wesel, 5 augustus 2008) was een Duits tafeltennisspeelster. In 1979 trouwde ze met de Japanner Hideyuki Kamizuru die bij Butterfly werkte.
Vanwege haar geringe lengte werd ze vaak onderschat.

## Belangrijkste resultaten
- Zilver met het team op de Europese kampioenschappen 1982.
- Brons in het enkelspel op de Europese kampioenschappen 1982.